# Basinkomst i Tyskland

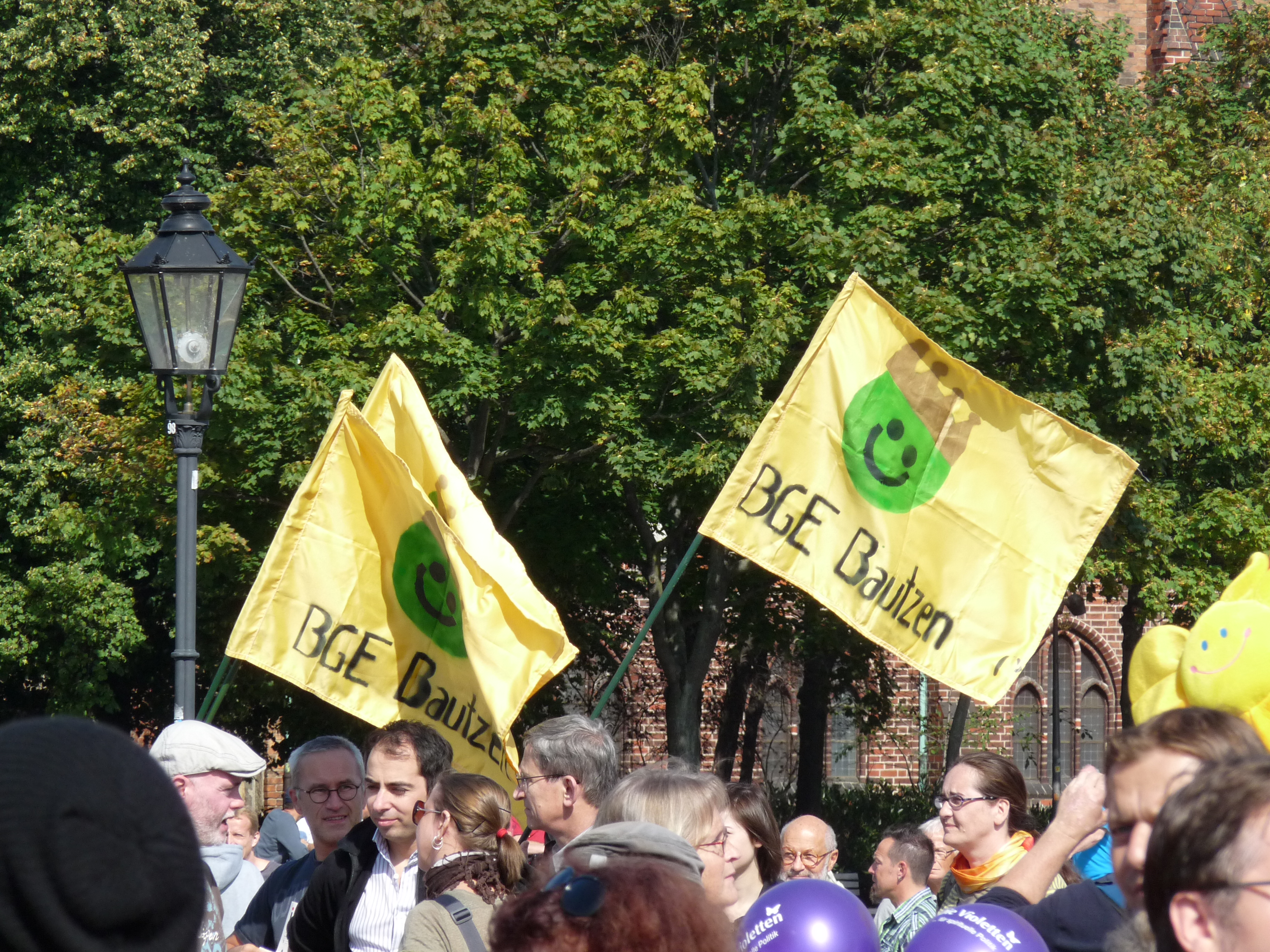
Medborgarlönsdemonstration i Berlin den 6 november 2010

Basinkomst i Tyskland, på tyska oftast "grundeinkommen", är en politisk fråga som diskuterats i ökad grad under 2000-talet. Bakgrunden är bland annat den höga arbetslösheten. Kända förespråkare är bland annat Claus Offe, Dieter Althaus, Katja Kipping, Susanne Wiest, Sascha Liebermann och Götz Werner. Huvudorganisation är Netzwerk Grundeinkommen, vilken även är uppdelad i ett flertal lokalgrupper. Tyska partier för basinkomst är bland annat Piratpartiet, Allians 90/De gröna (Bündnis 90/Die Grünen) och Die Violetten.

## Historik

### 1980-talet: Den första fasen
Debatten i Västtyskland under 1980-talet inleddes med att oberoende grupper av arbetslösa tog ställning för basinkomst. De ville att människor skulle få använda basinkomsten för att driva sina egna livsprojekt och motsatte sig framtvingat lönearbete. Dessutom motsatte de sig statlig inblandning i skola och kultur och föreslog självorganisering också inom dessa områden. Många tidningar och tidskrifter tog också upp frågan, ofta utifrån insikten att jobben helt enkelt inte räckte till alla, och att socialförsäkringar som enbart knöts till arbetsmarknadsprestationer inte heller var tillräckliga för att garantera alla en tillräcklig inkomst. Fackföreningarna å sin sida föreslog att socialförsäkringarna, som uppenbarligen inte räckte till, skulle kompletteras av med en behovsprövad och villkorad minimiinkomst. Dessutom grundas Basic Income Earth Network (BIEN) 1986. Den tyske sociologen Claus Offe är en av grundarna.

### 1990-tal och 2000-tal: Debatten fortsätter
Debatten fortsatte under 1990-talet och 2000-talet. Olika modeller presenterades. Bland annat lanserade Helmut Pelzer, verksam vid Universität Ulm, den så kallade Ulmer-modellen 1996. År 2000 organiserade BIEN sin första kongress i Berlin och samma år översattes André Gorz Arbete mellan misär och utopi till tyska. 2004 grundades Netzwerk Grundeinkommen. 2005 införde Gerhard Schröders rödgröna regering Hartz IV, vilket i korthet innebär ett hårdare krav på arbetslösa. Enligt Philippe Van Parijs kritiserar senare reformpaketet starkt, men menar även att dessa hårdare regler troligen också medförde att debatten om basinkomst stärktes. I december 2008 startades en namninsamling, vilken till slut fick stöd av 52 973 personer. Susanne Wiest, en av initiativtagarna, presenterade insamlingen år 2009 i Bundestag, Tysklands parlament.

### 2010-talet: Från demonstration till en dom från Högsta domstolen
2010-talet inleddes med en serie "medborgarlönsdemonstrationer", varav den största hölls i Berlin. 2011 diskuterade Tysklands Piratparti basinkomst på sin kongress och efter en två timmar lång debatt antogs motionen "basinkomst och minimilöner" med en röstmajoritet på 66,9 procent. Basinkomst blev därmed en del av partiets valmanifest inför förbundsdagsvalet 2013. 2012 fick Susanne Wiest en träff med Angela Merkel för att diskutera basinkomst inom ramen för demokratiprojektet "Dialog über Deutschland".
I mitten av 2010-talet inleddes även Mein Grundeinkommen, vilket i korthet är ett basinkomstprojekt finansierat genom crowdfunding. Människor som vill ha basinkomst under ett år, 1000 euro per månad, får ansöka och sedan görs ett slumpvist urval. I december 2015 hade drygt 31 000 människor bidragit till crowdfundingen och 25 personer vunnit basinkomst under ett år.
Andra Initiativ under senare delen av 2010-talet som fått uppmärksamhet är filosofen Ralph Boys personliga hungerstrejk för att fästa uppmärksamhet på frågan samt ett vetenskapligt utformat pilotförsök med 250 deltagare som planerar att inledas i maj 2019.
I december 2019 kom dessutom en dom från Tysklands Högsta domstol med stark bäring på basinkomst. Domen innebär att personer som går på bidrag inom ramen för Hartz IV aldrig kan bli fråntagna mer pengar än att de minst har 300 euro kvar av bidraget ifråga. Detta även om de skulle försumma att söka jobb som ingår i kraven för Hartz IV-systemet.

## Förespråkare

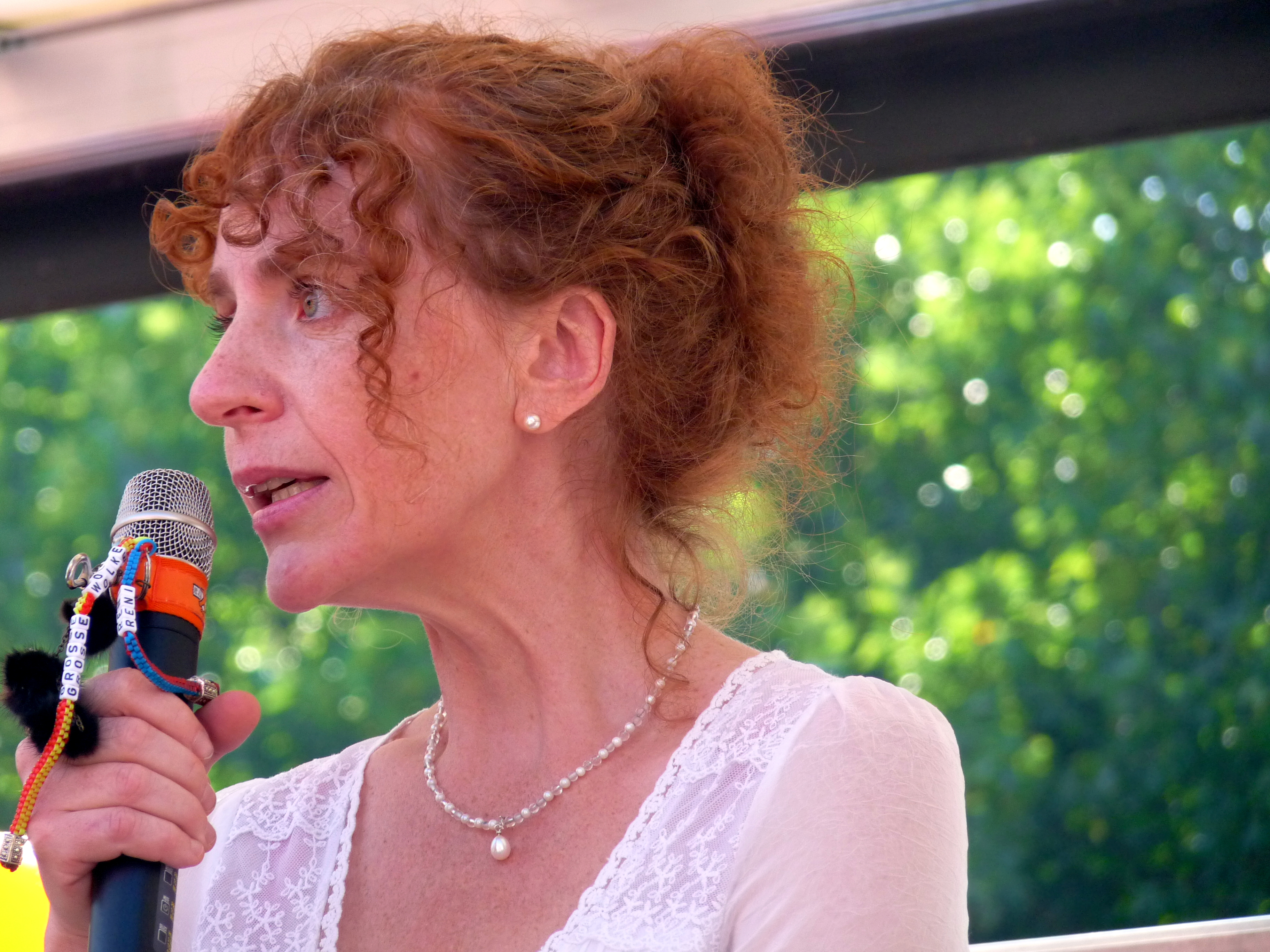
Susanne Wiest
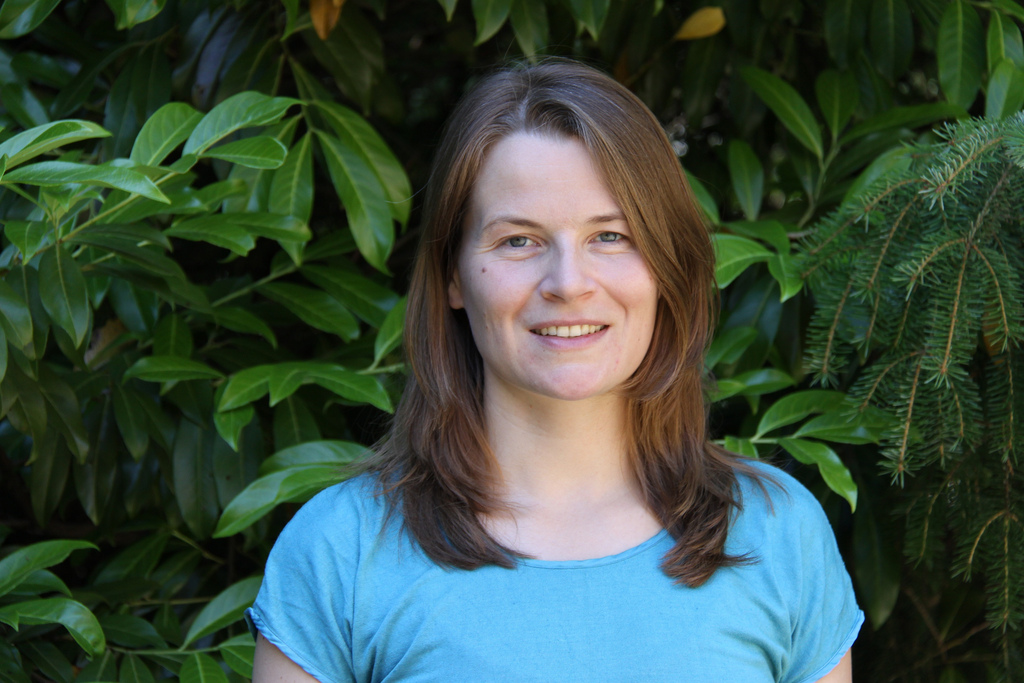
Sabine Niels, BÜNDNIS 90/DIE GRÜNEN (2010)
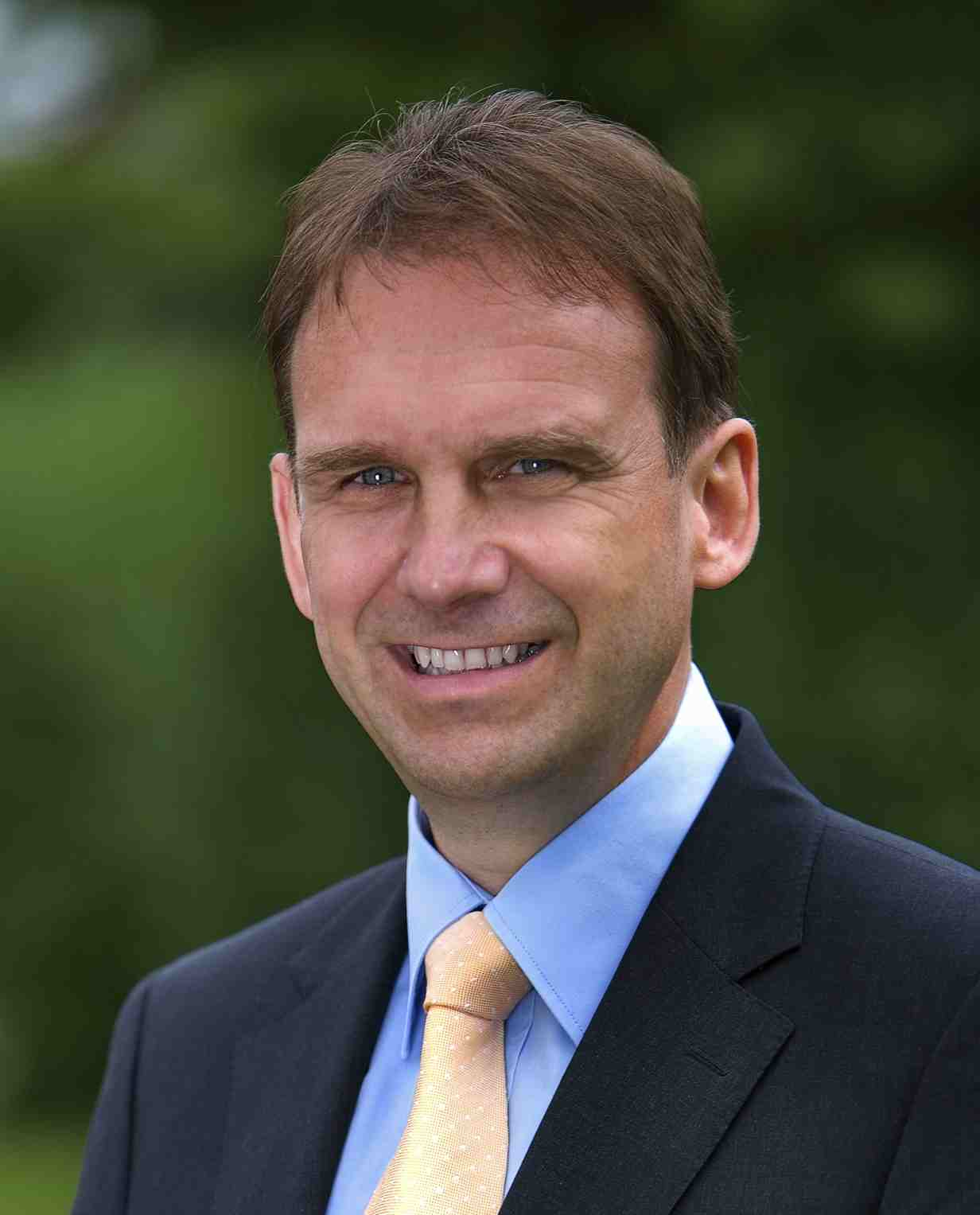
Dieter Althaus
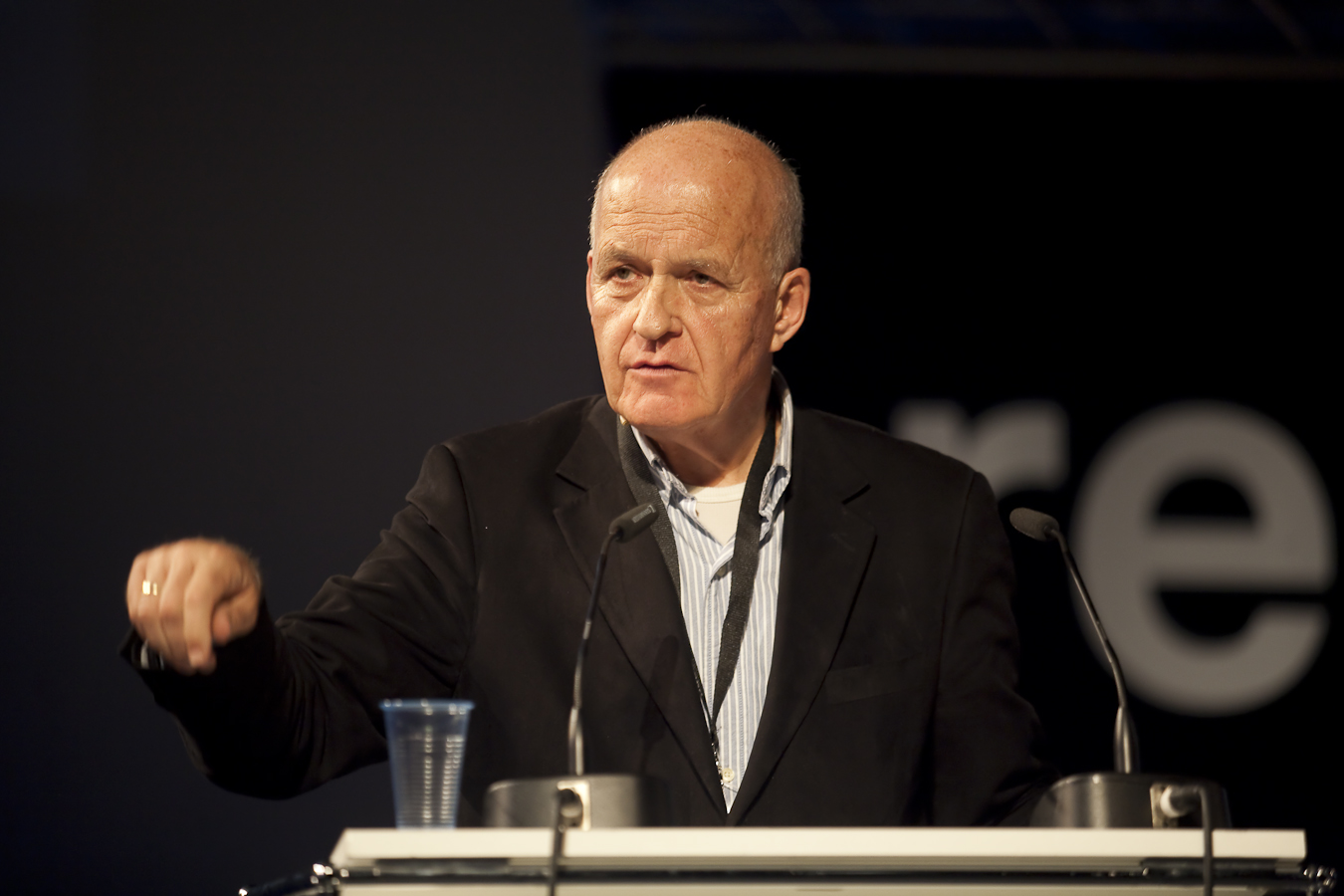
Götz Werner
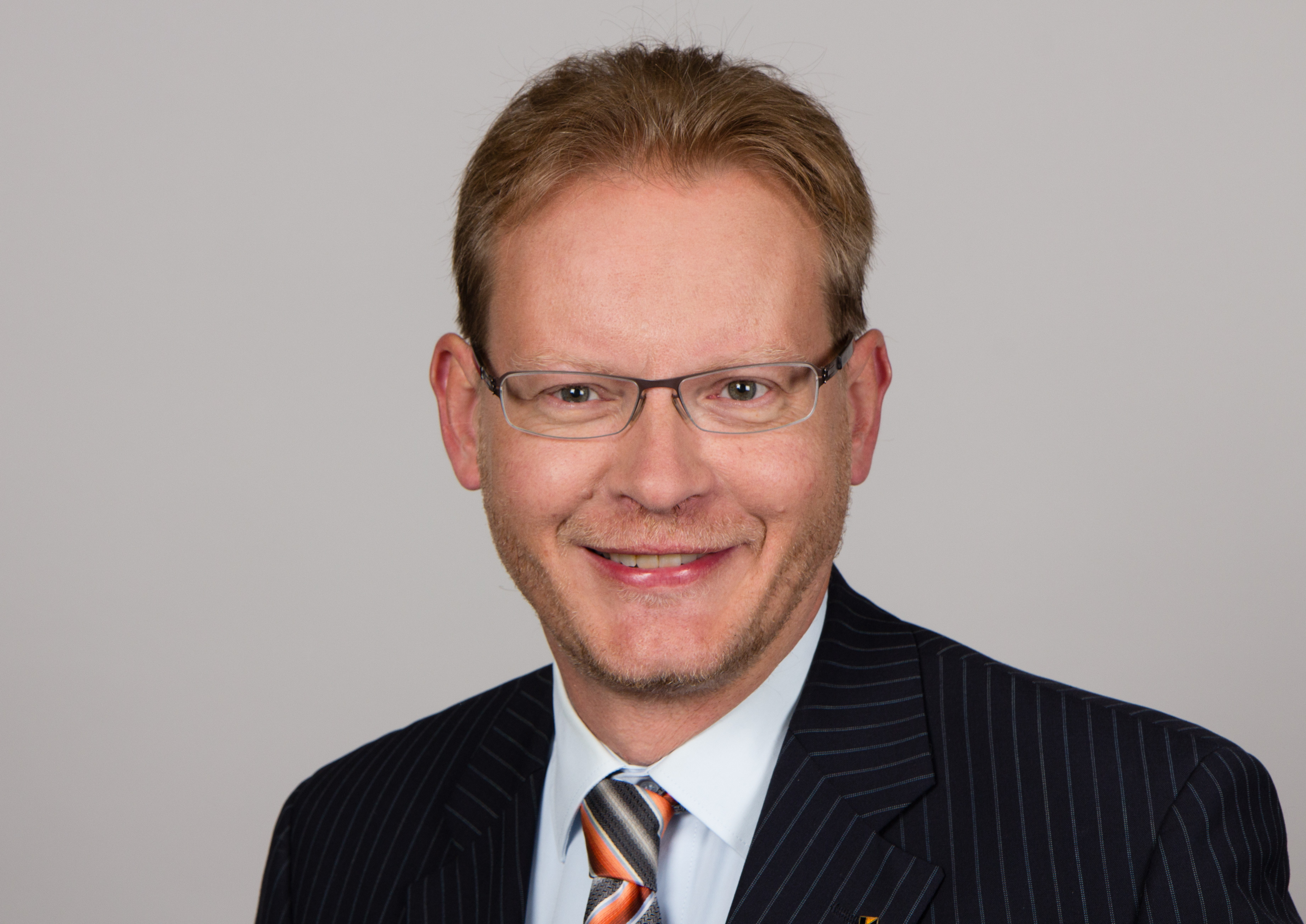
Thoma Dörflinger, CDU
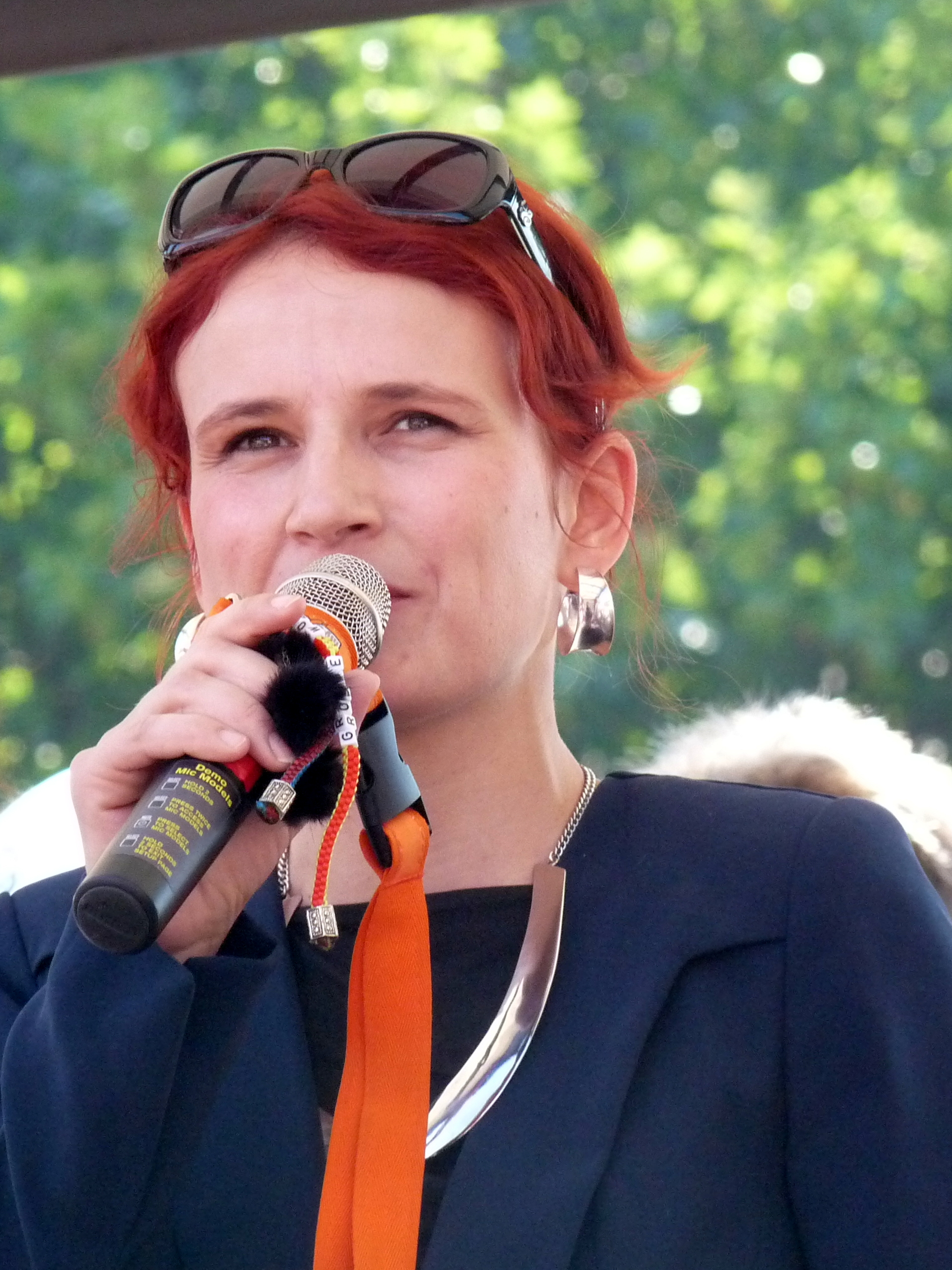
Katja Kipping, Berlin 2013
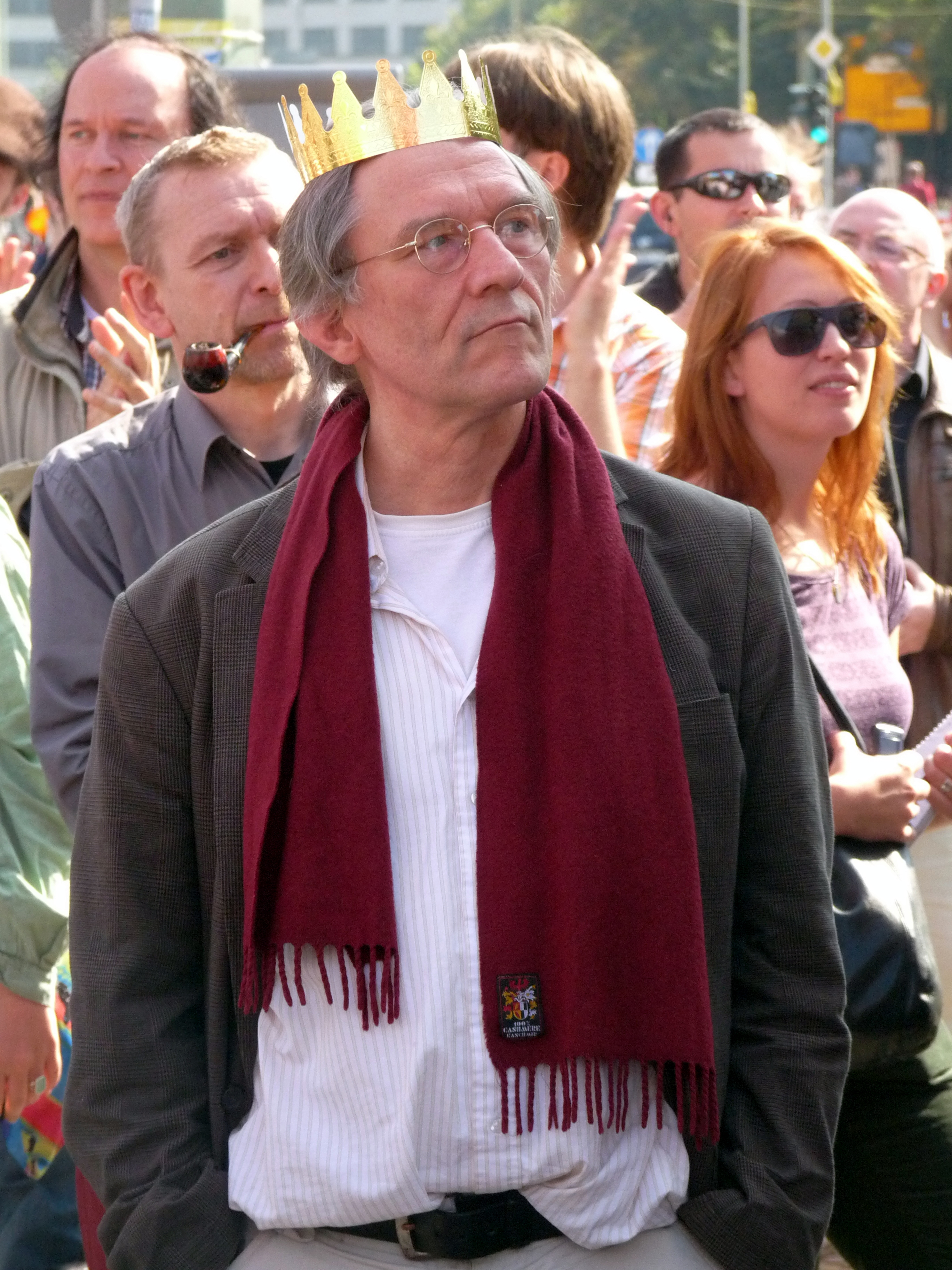
Ralph Boes, Berlin 2013